# Enoplometopus antillensis
Enoplometopus antillensis är en kräftdjursart som först beskrevs av Christian Frederik Lütken 1865.  Enoplometopus antillensis ingår i släktet Enoplometopus och familjen Enoplometopidae. IUCN kategoriserar arten globalt som livskraftig. Inga underarter finns listade i Catalogue of Life.

## Bildgalleri

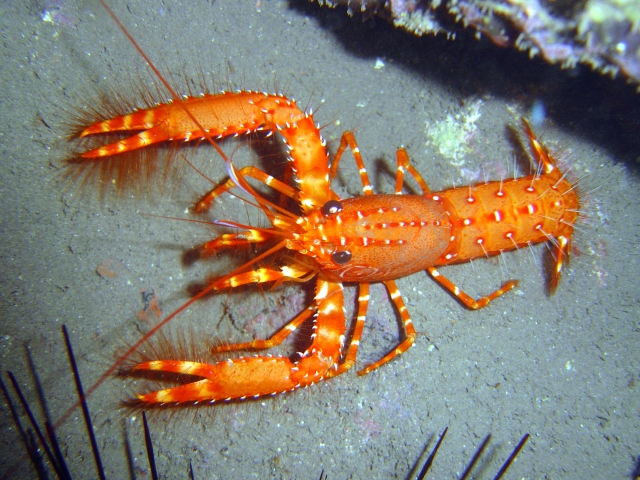
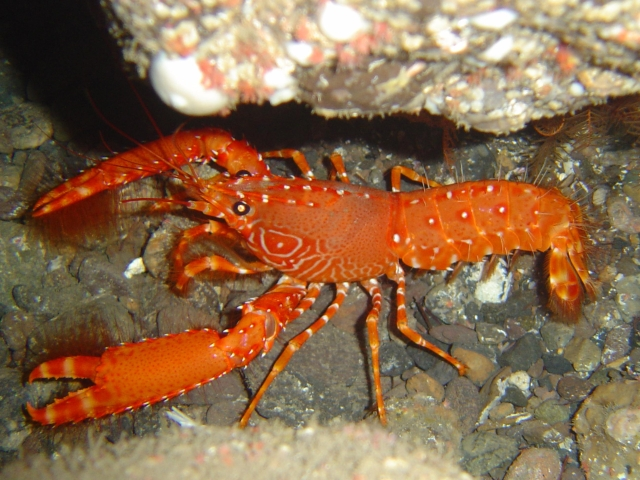